# Malhargarh
Malhargarh é uma cidade e uma nagar panchayat no distrito de Mandsaur, no estado indiano de Madhya Pradesh.

## Geografia
Malhargarh está localizada a 24° 17′ N, 74° 59′ L. Tem uma altitude média de 458 metros (1 502 pés).

## Demografia
Segundo o censo de 2001, Malhargarh tinha uma população de 7 349 habitantes. Os indivíduos do sexo masculino constituem 51% da população e os do sexo feminino 49%. Malhargarh tem uma taxa de literacia de 73%, superior à média nacional de 59,5%: a literacia no sexo masculino é de 81% e no sexo feminino é de 64%. Em Malhargarh, 14% da população está abaixo dos 6 anos de idade.